# Conflitto di attribuzione
Il conflitto di attribuzione consiste in situazioni di contrasto tra Istituzioni; in Italia la loro risoluzione è disciplinata dalla Costituzione, quando avviene tra poteri dello Stato, tra Stato e Regioni e tra le Regioni.

## Caratteri
Il conflitto di attribuzione può essere positivo se i soggetti in conflitto affermano entrambi la propria competenza sulla materia, oppure negativo se entrambi i soggetti affermano la propria incompetenza.
Il conflitto può essere instaurato tra organi competenti a dichiarare definitivamente la volontà del potere cui appartengono. 
Il conflitto può investire situazioni in corso, cioè già verificatesi, oppure può precedere il verificarsi di situazioni concrete, discutendosi così di situazioni future possibili nel verificarsi.

### Conflitto di competenza e conflitto di attribuzione
Sul piano dello studio della patologia del rapporto tra organi/funzioni, un conflitto di attribuzione, nella sua concreta estrinsecazione, si traduce in un atto viziato. 
Il vizio può ascriversi alla categoria amministrativistica del "Vizio di competenza" secondo la usuale tripartizione: Violazione di legge, eccesso di potere, incompetenza. 
D'altra parte può parlarsi di "vizio di attribuzione" sul piano delle forme più gravi di patologia: quelle della nullità per carenza di potere. 
L'attribuzione è infatti l'istituto ricostruito a partire dalla carenza di potere per conferire una tutela più incisiva già sul piano della fisiologia dell'amministrazione, ovvero su un piano positivo.
Al di là dei profili teorici, lumeggiati dalla dottrina processuale civile ed amministrativa, la violazione di attribuzioni si risolve in un problema (concreto) di competenza. Sul piano giudiziale e processuale anche l'«attribuzione» può tramutarsi in «competenza», secondo l'interpretazione del giudice: anche qui il concetto di "attribuzione" può ritenersi una specificazione di particolare interesse scientifico, a causa dei diversi risvolti sanzionatori, del vasto e antico ambito della "competenza".

## In Italia
Le attribuzioni che possono dare luogo dinanzi alla Corte costituzionale della Repubblica italiana sono desumibili dalle funzioni attribuite dalla Costituzione. Il conflitto di competenza si verifica, invece, quando le funzioni discendono da altre norme di riparto delle funzioni (diverse dalla Costituzione) o quando i soggetti istituzionali in conflitto non rientrano tra quelli che possono attivare il conflitto di attribuzioni ai sensi dell'art. 134 Cost. e all'art. 37 della legge 87/1953.
Ai sensi di queste disposizioni, sui conflitti di attribuzione in Italia decide la Corte Costituzionale, alla quale possono rivolgersi i soggetti in conflitto, quando appartengono a diversi poteri dello Stato o quando sono espressione dell'ente Stato in conflitto con l'ente Regione (o, ancora, tra gli enti Regione). Può esserci, quindi, conflitto interorganico o intersoggettivo: il primo si verifica tra organi appartenenti allo stesso ente mentre il secondo sorge tra enti differenti.
Nel caso in cui il conflitto interessi anche un organo giurisdizionale, la competenza della Corte Costituzionale è controversa, potendo il giudizio confluire nella potestà della Corte di cassazione di dirimere i conflitti tra giurisdizioni comune e speciale: decisivo, in proposito, è il "tono costituzionale" delle attribuzioni e, quindi, del conflitto.
L’ammissibilità di un conflitto tra poteri che trova origine in un atto di rango legislativo "può considerarsi acquisita nella giurisprudenza della Corte costituzionale", che nella sentenza n. 161/1995, (...) pronuncia infatti, a seguito del ricorso presentato da un comitato promotore di referendum, l’annullamento parziale di una disposizione di un decreto legge, in quanto lesiva della campagna referendaria. La linea giurisprudenziale si precisa poi in specie con sentenze adottate su ricorsi presentati dalla Corte dei conti e dal CSM (tra altre, sent. 457/1999 e sent. 284/2005). Il principio desumibile è che il conflitto tra poteri nel caso di atto di rango legislativo è inammissibile, se la lesione delle competenze può farsi valere in un giudizio in via incidentale".

### Conflitti endorganici
In alcuni ordinamenti costituzionali, la Costituzione prevede anche il conflitto endorganico, tra poteri che appartengano allo stesso organo, quando questo è il Parlamento.
Anche la Corte costituzionale italiana, nel gennaio 2019, non ha escluso che i singoli parlamentari possano ricorrere al conflitto tra poteri dello Stato, dinanzi a "violazioni gravi e manifeste" delle loro prerogative.